# ناج وحيد
ناج وحيد (بالإنجليزية: Lone Survivor)‏ هو فيلم حركة تم إنتاجه في الولايات المتحدة وصدر في سنة 2013. الفيلم من إخراج بيتر بيرغ وكتابة بيتر بيرغ.

## الممثلون والشخصيات
- مارك والبيرغ (بدور: ماركوس لوتريل)
- تايلور كيتش (بدور: ميخائيل بي ميرفي)
- إميل هيرش (بدور: داني ديتز)
- بن فوستر (بدور: ماثيو أكسيليسون)
- إريك بانا (بدور: إريك كريستينسن )
- الكسندر لودفيج (بدور: شاين إي. باتون)
- علي سليمان (بدور: احمد غولاب)

## القصة
الفيلم مأخوذ من كتاب (Lone Survivor) الذي يحكي قصة أربعة جنود بحرية هم ماركوس لوتريل وميخائيل بي ميرفي وماثيو أكسيليسون وداني ديتز في عملية ريد وينغز الفاشلة التي كانت تتركز على القبض أو اغتيال أحمد شاه دارا ولكن تم كشفها و بعد ذلك تتوالى أحداث الفيلم.

## الاستقبال النقدي
تلقى الفيلم مراجعات إيجابية من قِبل النقاد. حصل على نسبة 73% على موقع الطماطم الفاسدة بناءً 150 مراجعة.

### ترشيحات وجوائز
| السنة | الحدث                               | الفئة                  | النتيجة |
| ----- | ----------------------------------- | ---------------------- | ------- |
| 2013  | جائزة جمعية لاس فيغاس لنقاد السينما | أفضل فيلم أكشن         | فوز     |
| 2013  | جائزة جمعية لاس فيغاس لنقاد السينما | أفضل 10 أفلام في السنة | فوز     |

## الميزانية والإيرادات
بلغت تكلفة إنتاج الفيلم حوالي 40–50 مليون دولار بينما حقق أرباحا تقدر بـ141,534,753 دولار.

## وصلات خارجية
- الموقع الرسمي
- ناج وحيد على موقع IMDb (الإنجليزية)
- ناج وحيد على موقع ميتاكريتيك (الإنجليزية)
- ناج وحيد على موقع روتن توميتوز (الإنجليزية)
- ناج وحيد على موقع قاعدة بيانات الأفلام العربية
- ناج وحيد على موقع ألو سيني (الفرنسية)
- ناج وحيد على موقع Turner Classic Movies (الإنجليزية)
- ناج وحيد على موقع أول موفي (الإنجليزية)
- ناج وحيد على موقع بوكس أوفيس موجو (الإنجليزية)
- ناج وحيد على موقع فيلمافينيتي (الإسبانية)
- ناج وحيد على موقع قاعدة بيانات الأفلام السويدية (السويدية)